# Campionati europei di atletica leggera indoor 2021 - 3000 metri piani femminili
La gara dei 3000 metri piani femminili ai campionati europei di atletica leggera indoor di Toruń 2021 si è svolta il 4 e il 5 marzo 2021 presso l'Arena Toruń.

## Podio
| Pos.    | Atleta             | Nazionalità   |
| ------- | ------------------ | ------------- |
| Oro     | Amy-Eloise Markovc | Gran Bretagna |
| Argento | Alice Finot        | Francia       |
| Bronzo  | Verity Ockenden    | Gran Bretagna |

## Record
| Record                | Record         | Record  | Record               | Record          |
| --------------------- | -------------- | ------- | -------------------- | --------------- |
| Record del Mondo      | Genzebe Dibaba | 8'16"60 | Stoccolma, Svezia    | 6 febbraio 2014 |
| Record europeo        | Laura Muir     | 8'26"41 | Karlsruhe, Germania  | 4 febbraio 2017 |
| Record dei campionati | Laura Muir     | 8'30"61 | Glasgow, Regno Unito | 1º marzo 2019   |

## Programma
| Data         | Ora   | Turno    |
| ------------ | ----- | -------- |
| 6 marzo 2021 | 11:25 | Batterie |
| 7 marzo 2021 | 17:52 | Finale   |

## Risultati

### Qualificazioni
Si qualificano alle semifinali le prime quattro atlete di ogni batteria (Q) e le ulteriori quattro atlete più veloci (q).

#### Batteria 1
| Posizione | Nome                  | Nazionalità   | Tempo   | Note                          |
| --------- | --------------------- | ------------- | ------- | ----------------------------- |
| 1         | Amy-Eloise Markovic   | Gran Bretagna | 8'56"26 | Q                             |
| 2         | Elena Burkard         | Germania      | 8'56"56 | Q                             |
| 3         | Meraf Bahta           | Svezia        | 8'56"85 | Q                             |
| 4         | Maureen Koster        | Paesi Bassi   | 8'56"91 | Q                             |
| 5         | Selamawit Bayoulgn    | Israele       | 8'57"26 | q                             |
| 6         | Alice Finot           | Francia       | 8'57"28 | q                             |
| 7         | Alberte Kjær Pedersen | Danimarca     | 9'00"80 | Record nazionale              |
| 8         | Marta García          | Spagna        | 9'02"00 | Miglior prestazione personale |
| 9         | Michelle Finn         | Irlanda       | 9'05"44 |                               |
| 10        | Klara Lukan           | Slovenia      | 9'06"82 |                               |
| 11        | Ludovica Cavalli      | Italia        | 9'14"85 |                               |
| 12        | Samrawit Mengsteab    | Svezia        | 9'15"10 |                               |

#### Batteria 2
| Posizione | Nome                    | Nazionalità   | Tempo   | Note                                     |
| --------- | ----------------------- | ------------- | ------- | ---------------------------------------- |
| 1         | Verity Ockenden         | Gran Bretagna | 8'52"60 | Q                                        |
| 2         | Amelia Quirk            | Gran Bretagna | 8'53"21 | Q                                        |
| 3         | Viktória Wagner-Gyürkes | Ungheria      | 8'55"72 | Q                                        |
| 4         | Lucía Rodríguez         | Spagna        | 8'56"71 | Q                                        |
| 5         | Nataliya Strebkova      | Ucraina       | 8'59"15 | q                                        |
| 6         | Mariana Machado         | Portogallo    | 8'59"39 | q                                        |
| 7         | Lea Meyer               | Germania      | 9'05"13 |                                          |
| 8         | Linn Nilsson            | Svezia        | 9'06"55 | Miglior prestazione personale stagionale |
| 9         | Blanca Fernández        | Spagna        | 9'11"06 |                                          |
| 10        | Giulia Aprile           | Italia        | 9'17"66 |                                          |
| -         | Roxana Rotaru           | Romania       | dnf     |                                          |
| -         | Maruša Mišmaš-Zrimsek   | Slovenia      | dq      | [ 2 ]                                    |
| -         | Jip Vastenburg          | Paesi Bassi   | dq      | [ 2 ]                                    |

### Finale
| Posizione | Nome                    | Nazionalità   | Tempo   | Note                                     |
| --------- | ----------------------- | ------------- | ------- | ---------------------------------------- |
| Oro       | Amy-Eloise Markovc      | Gran Bretagna | 8'46"43 | Miglior prestazione personale            |
| Argento   | Alice Finot             | Francia       | 8'46"54 | Miglior prestazione personale            |
| Bronzo    | Verity Ockenden         | Regno Unito   | 8'46"60 | Miglior prestazione personale            |
| 4         | Meraf Bahta             | Svezia        | 8'48"78 | Miglior prestazione personale stagionale |
| 5         | Amelia Quirk            | Gran Bretagna | 8'48"82 | Miglior prestazione personale            |
| 6         | Selamawit Bayoulgn      | Israele       | 8'49"13 |                                          |
| 7         | Elena Burkard           | Germania      | 8'51"09 | Miglior prestazione personale            |
| 8         | Lucía Rodríguez         | Spagna        | 8'53"90 | Miglior prestazione personale            |
| 9         | Nataliya Strebkova      | Ucraina       | 8'54"18 | Miglior prestazione personale            |
| 10        | Viktória Wagner-Gyürkes | Ungheria      | 9'02"81 |                                          |
| 11        | Mariana Machado         | Portogallo    | 9'19"61 |                                          |
| -         | Maureen Koster          | Paesi Bassi   | dnf     |                                          |